# Gigi Parrish
Gigi Parrish, posteriormente conocida como Katherine Weld (30 de agosto de 1912 - 8 de febrero de 2006) fue una actriz cinematográfica estadounidense.
Su verdadero nombre era Katherine Gertrude McElroy, nació en Cambridge (Massachusetts). Creció en Hartford (Connecticut), sus padres eran inmigrantes de origen irlandés y escocés. Su madre murió en 1918 a los 33 años, motivo por el cual Gigi y sus hermanos fueron adoptados. Tras su adopción por una familia adinerada, ella y sus hermanos tuvieron como tutor al escritor Dillwyn Parrish. Aunque se llevaban dieciocho años, se enamoró de él con quince años, casándose en 1927.
En 1929, ella y su marido se afincaron en California donde, unos pocos años más tarde, Parrish firmó un contrato con la productora cinematográfica de Samuel Goldwyn, y en 1933 debutó en el cine con la película Roman Scandals. Fue elegida como una de las WAMPAS Baby Stars y viajó por el país para promocionar películas bajo el patrocinio de los Shriners. En 1934 actuó en papeles secundarios en otros seis filmes.
Gigi y Dillwyn Parrish se divorciaron en 1936. Tras actuar en nueve películas, abandonó su carrera cinematográfica, en 1937 se casó con el periodista y guionista John Weld (1905-2003). Entre 1949 y 1965 ambos fueron socios del periódico Laguna Beach Post. John falleció en 2003, a los 98 años de edad, tras 66 de matrimonio. Katherine murió en 2006, con 93 años, en el Condado de Orange (California).